# 夜間陰蒂勃起
夜間陰蒂勃起（Nocturnal clitoral tumescence，簡稱），俗稱晨間勃起，為陰蒂在睡眠中或剛睡醒時的自發性勃起反應。陰蒂勃起或陰道充血的情形多半發生在快速動眼睡眠期間。
依照Fisher等人的研究，在快速動眼睡眠期間的陰道血流增加和男性的頻率類似，也就是在95%的快速動眼睡眠都會有此情形。相較於非快速動眼睡眠期間，夜間陰蒂勃起發生的頻率比較高一些。夜間陰蒂勃起時的陰蒂大小比清醒時有性刺激的陰蒂略小一些。夜間陰蒂勃起有春夢有關，偶爾也和夜間高潮有關。此現象最早是由Karacan等人在1970年紀錄，1983年由Fisher等人提出了文獻回顧。近期的研究包括Gören等人的2023年研究，發現女性在夜間不同階段，其陰道pH值會變化。陰道pH值的增加和性興奮和陰蒂勃起有關。在性愉悅時，前庭大腺會分泌鹼性物質潤滑陰道，因此其pH值提高。